# Devil May Cry
Devil May Cry (często skracane do DMC) – gra akcji stworzona przez Capcom Production Studio 4 i wydana przez Capcom w 2001 na platformę PlayStation 2. Wydarzenia prezentowane w grze mają miejsce po Devil May Cry 3 i przed Devil May Cry 4. Gra otrzymywała zazwyczaj pozytywne recenzje i sprzedała się w ponad czterech milionach kopii.
Fabuła koncentruje się na postaciach Dantego oraz Trish i ich misji pokonania lorda demonów, Mundusa. Fabuła jest opowiadana głównie za pomocą cut scenek, które wykorzystują zarówno silnik gry i full motion video. Akcja gry osadzona jest w dzisiejszych czasach na fikcyjnej wyspie Mallet Island.

## Rozgrywka
Wydarzenia w Devil May Cry mają miejsce w starożytnym zamku na odległej wyspie. Rozgrywka podzielona jest na poziomy nazwane "misjami", w których gracz musi pokonywać wrogów, skakać po platformach i czasem rozwiązywać zagadki. Wykonanie każdej misji jest oceniane według skali gry, od D (słabo) do S (świetnie). Ocena jest wyliczana na podstawie czasu potrzebnego do przejścia danej misji, zebranych "czerwonych kul" (w grze są one walutą), "stylowości" walk, użycia przedmiotów i odniesionych ran.
"Stylowość" walki jest definiowana przez wykonywanie nieprzerwanych serii ataków, unikając ataków przeciwników. Gracz na ekranie widzi cały czas ocenę walki. Im więcej ciosów zada gracz, tym lepszy wynik pokaże licznik "stylowości". Ocenami używanymi są pierwsze litery słów: "Dull", "Cool", "Bravo", "Absolute" i "Stylish". Gdy bohater zostanie zraniony przez wroga, ocena spada z powrotem do "Dull". Gracze mogą też zwiększać ocenę stylu poprzez wyzywanie przeciwników na odległość. Ta mechanika jest używana do spotkania końcowego bossa, gdzie zmienia się ona w typowy rail shooter. Podobna mechanika używana jest przy ucieczce bohatera z wyspy na pokładzie samolotu.
Gracz może tymczasowo zmienić postać bohatera w potężnego demona za pomocą zdolności "Devil Trigger". Robiąc tak, dodaje bohaterowi moce aktualnie trzymanej broni i zmienia jego wygląd. Transformacje zazwyczaj zwiększają siłę i odporność, powoli odnawiają punkty życia i dodają specjalne ataki. Zdolność ta jest kontrolowana przez miernik, który zmniejsza się przy jej używaniu i zwiększa przy atakowaniu i wyzywaniu przeciwników w normalnej postaci.
Devil May Cry poza walką zawiera łamigłówki i inne wyzwania. Główna fabuła wymaga od gracza znajdowania kluczowych dla postępu w grze przedmiotów podczas rozwiązywania łamigłówek podobnych do gier z serii Resident Evil. Gracz może również wykonywać zadania platformowe w celu poszukiwania ukrytych przedmiotów. Zadania poboczne, nazwane w grze "ukrytymi misjami" ("Secret Missions"), są dostępne w ukrytych lub trudno dostępnych miejscach i nie są wymagane do ukończenia gry. Zazwyczaj wymagają one od gracza pokonania dużej ilości przeciwników w określonym czasie. Ich wykonywanie nagradzane jest różnymi typami "kul", które dają graczowi możliwość zakupu power-upów, rozszerzenia zdolności "Devil Trigger" lub zwiększenia ilości zdrowia.

## Tworzenie gry
Devil May Cry z założenia miało być kolejnym tytułem w serii Resident Evil na konsolę PS2, którego rozpoczęcie prac miało rozpocząć się po ukończeniu Resident Evil 2 pod reżyserią Hideki Kamiya i "Team Little Devil". Wczesna praca badawczo-rozwojowa łączyła się z wyjazdem do Hiszpanii w celu sprawdzenia różnych zamków jako podstawy środowiska gry. Już we wczesnym stadium ustalono jednak, że ma się ono różnić od formuły Resident Evil i całego gatunku survival horrorów. Zamiast porzucić projekt zmieniono założenia i powstała gra Devil May Cry.
Według Kamiya Devil May Cry został tworzony od początku z myślą o możliwościach akrobatycznych i zdolnościach do walki Dantego. W trakcie procesu tworzenia gry podjęto decyzję o zmianie rozgrywki na bardziej zorientowaną na wykonywaniu misji niż otwartości w wykonywaniu zadań podobnej do gier z serii Resident Evil. Wysoki poziom trudności Devil May Cry został wprowadzony zamierzenie, co – jak nazwał Kamiya – jest jego "wyzwaniem dla graczy, którzy grali w lekkie i zwyczajne gry".

## Odbiór gry
| Agregatory recenzji | Agregatory recenzji              |                                  |
| ------------------- | -------------------------------- | -------------------------------- |
| Game Rankings       | 92,2% (na podstawie 72 recenzji) | 92,2% (na podstawie 72 recenzji) |
| Metacritic          | 95% (na podstawie 36 recenzji)   | 95% (na podstawie 36 recenzji)   |
| Publikacja          | Ocena                            |                                  |
| Edge                | 8/10                             |                                  |
| Electric Playground | 9/10                             |                                  |
| Eurogamer           | 9/10                             |                                  |
| Famitsū             | 8/10, 8/10, 9/10, 9/10           |                                  |
| GamePro             | 4/5                              |                                  |
| GameSpot            | 9,1/10                           |                                  |
| GameSpy             | 4,5/5                            |                                  |
| GameCritics.com     | 9/10                             |                                  |
| Game Informer       | 9,5/10                           |                                  |
| IGN                 | 9,6/10                           |                                  |

Devil May Cry zdobył dużą uwagę w mediach o grach komputerowych, wysokie noty w recenzjach i został sprzedany w ponad czterech milionach kopii. Recenzje w czasopismach i Internecie zazwyczaj chwaliły tytuł za innowacyjną rozgrywkę, akcję, grafikę, kamerę i gotycki nastrój. Game Informer streścił swoją recenzję do słów, że gra "robi z Resident Evil powolnego zombie". Średnia ocena, którą otrzymała gra w serwisie Game Rankings na podstawie 72 publikacji, wynosi 92,2 procent.
Gra była również przedmiotem krytyki. Czasopismo „Next Generation” uznało poziom trudności gry za zbyt wysoki – miał on zostać tak ustawiony, by sztucznie przedłużyć rozgrywkę. Electric Playground wytknęło niezwyczajny system kontroli bohatera i małą możliwość konfiguracji. GameSpy jako wady podało zachowanie kamery, złożoność kontroli i problemy graficzne. Serwis GameSpot skrytykował zakończenie gry, w którym rozgrywka zamienia się w rail shooter, oraz wysoki poziom trudności. Dodatkowo Gamecritics określiło grę jako zbyt krótką a postaci zostały określone jako niedopracowane.

### Spuścizna
Devil May Cry spowodował stworzenie sequela (Devil May Cry 2) i prequela (Devil May Cry 3). Obydwie części sprzedano w ponad milionie kopii. Wyszła już też (na platformy PlayStation 3, Xbox 360 i PC) także czwarta gra, Devil May Cry 4. Gra spowodowała również wydanie dwóch powieści autorstwa Shinya Goikeda oraz serialu anime. 15 października 2004, trzy lata po wydaniu gry, wydano ścieżkę dźwiękową z gry wraz ze ścieżką gry Devil May Cry 2. W (odpowiednio) 2003 i 2005 ogłoszono chęć stworzenia adaptacji filmowej gry oraz konwersji gry na konsolę PlayStation Portable, lecz poza tymi ogłoszeniami nic więcej nie ujawniono.
Devil May Cry jest uznawane za początek podgatunku gier akcji, nazwanego "Extreme Combat", który koncentruje się na potężnych bohaterach walczących z dużą ilością przeciwników z naciskiem na styl walki. Gra została również opisana jako pierwsza gra, która "z powodzeniem ujęła szybki i całkowicie swobodny styl rozgrywki tak wielu klasycznych gier akcji 2D". Gry z tej serii są wykorzystywane w porównywaniu innych trójwymiarowych gier akcji, jak w przypadku recenzji gier God of War, Chaos Legion czy Blood Will Tell.